# Estat arxipelàgic
Un estat arxipelàgic és, segons l'article 46.a) de la Convenció de les Nacions Unides sobre el Dret del Mar de 1982, aquell constituït totalment per un o més arxipèlags, o només per una part. En són exemples estats com ara Indonèsia o les Filipines.
La definició que fa la Convenció d'estat arxipelàgic està estretament relacionada amb la d'arxipèlag, que es troba recollida en l'article 46.b) de la mateixa:
«un grup d'illes, incloses parts d'illes, les aigües que les connecten i altres elements naturals, que estiguin tan estretament relacionats entre si que aquestes aigües, illes i elements naturals formin una entitat geogràfica, econòmica i política intrínseca, o que històricament hagin estat considerats com a tal».
La definició de la Convenció comprèn únicament els estats arxipelàgics. No comprèn en cap cas els arxipèlags d'estat, com les Canàries, malgrat l'interès dels estats mixtos (estats situats al continent però amb arxipèlags oceànics) perquè el règim establert valgués també per a llurs arxipèlags.

## Delimitació de l'estat arxipelàgic
La delimitació de l'estat arxipelàgic està sotmesa a dues condicions objectives que indirectament matisen i restringeixen la definició anteriorment donada:
- L'estat arxipelàgic podrà traçar les seves línies de base arxipelàgiques rectes seguint el contorn més extern de l'arxipèlag, sempre que la proporció entre aigua i terra dins les línies de base rectes es trobi entre les relacions 1 a 1 i 9 a 1.
- Les línies de base rectes no podran excedir de 100 milles de llargària, tret d'un 3% del total dels segments que podran sobrepassar aquest límit fins a 125 milles.

Les aigües situades dins les línies de base rectes no tenen la consideració d'aigües interiors, però tampoc són territorials, ja que és a partir de les línies de base que es mesura l'extensió del mar territorial. Per això a la Conferència de Ginebra de 1960, abans fins i tot d'acordar-se el règim jurídic dels estats arxipelàgics i llurs aigües, es va començar a fer servir la denominació d'aigües arxipelàgiques.

## Règim jurídic de les aigües arxipelàgiques
El règim jurídic de les aigües arxipelàgiques ve determinat pel principi de la sobirania de l'estat arxipelàgic sobre aquestes aigües. Ara bé, aquesta sobirania està sotmesa a diverses restriccions, com són l'obligació de respectar els acords existents amb altres estats, els drets de pesca tradicionals, i els cables submarins ja existents d'altres estats així com llur conservació i reemplaçament. Aquestes restriccions enumerades a l'article 51 de la Convenció cerquen no perjudicar els drets adquirits en determinades àrees de les aigües arxipelàgiques, que anteriorment eren alta mar.